# Hemitomaspis minuscula
Hemitomaspis minuscula är en insektsart som först beskrevs av Jacobi 1908.  Hemitomaspis minuscula ingår i släktet Hemitomaspis och familjen spottstritar. Inga underarter finns listade i Catalogue of Life.